# Тункас (Юкатан)
Тунка́с (исп. Tunkás) — посёлок в Мексике, штат Юкатан, административный центр одноимённого муниципалитета. Численность населения, по данным переписи 2010 года, составила 2 828 человек.

## Общие сведения
Название Tunkás c майянского языка можно перевести как: каменная ограда или дьявольский камень.
Поселение было основано в доиспанский период, а первое упоминание относится к 1735 году, когда Тункас был энкомьендой под управлением Диего Рамона дель Кастильо и Бальтасара де ла Камары.

## Примечания

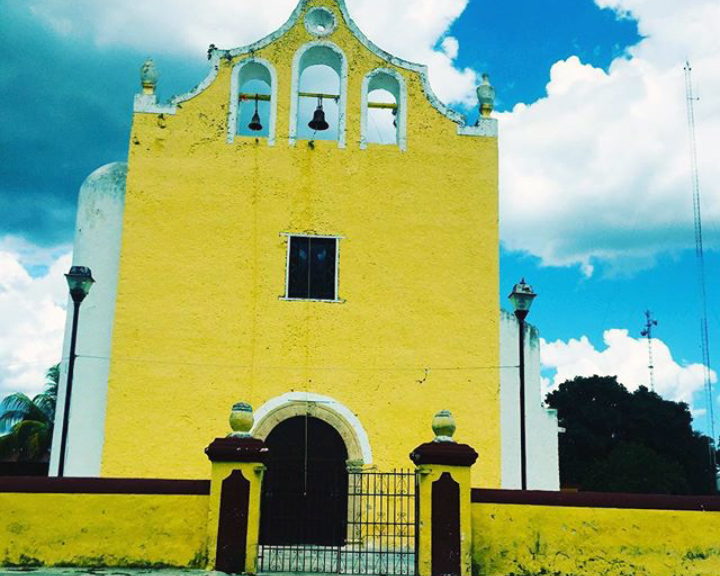
Церковь Святого Томаса